# 並木 (郡山市)
並木（なみき）は、福島県郡山市に所在する町丁である。郵便番号は963-8026。

## 地理
郡山市役所本庁所管地域である市街中心部に属する。北西で富田町、北で備前舘、北東で富田町、東で桜木、南で西ノ内、朝日、西で桑野とそれぞれ隣接する。また北東部には富田町の飛地（字雁沢）が存在する。中心市街地北西部に位置し、住居表示が実施されている。うねめ通りと北側の一級水系阿武隈川水系逢瀬川および支流の亀田川の間、内環状線の東西に広がる区画を範囲とし、内環状線の東側に南より一、二丁目が、西側に南より三～五丁目が設置されている。幹線道路沿いに店舗や事務所などが立ち並び、それらの裏手に住宅地が広がる。開成に所在する郡山警察署開成山交番、および堂前町に所在する郡山消防署本署がそれぞれ管轄にあたる。

### 河川
一級水系阿武隈川水系
- 逢瀬川
  - 亀田川

## 世帯数と人口
2024年1月1日現在の世帯数と人口は以下の通りである。
| 町丁 | 世帯数    | 人口    |
| ---- | --------- | ------- |
| 並木 | 2,063世帯 | 3,990人 |

## 小・中学校の学区
市立小・中学校に通う場合、学区は以下の通りとなる。
| 番地 | 小学校             | 中学校                 |
| ---- | ------------------ | ---------------------- |
| 全域 | 郡山市立大島小学校 | 郡山市立郡山第五中学校 |

## 交通

### 道路
- 一級市道30号荒井八山田線（内環状線）
- 一級市道35号若葉桑野線（うねめ通り）

## 施設等
- 郡山市立大島小学校
- 福島医療専門学校
- 郡山信用金庫 並木支店
- サンドラッグ 郡山並木店
- ローソン 郡山並木一丁目店
- ファミリーマート 郡山大島西公園店
- マクドナルド 郡山並木店
- 丸亀製麺 郡山
- 洋麺屋五右衛門 郡山店
- ビッグボーイ 郡山並木店
- スターバックスコーヒー 郡山並木店
- 羅布乃瑠沙羅英慕 郡山店
- 星野珈琲店 郡山店
- ニラク 郡山並木店
- ヴィクトリアゴルフ 郡山並木店
- 福島トヨタ自動車 郡山並木店
- ネッツトヨタノヴェルふくしま
- レンタルのニッケン 郡山営業所
- 大和ハウス工業 福島支店
- 並木温泉 ゆの郷
- 大島東公園
- 大島西公園
- 屋敷前公園